# ФК Стумбрас
„Стумбрас“ (на литовски: Stumbras) е бивш професионален литовски футболен клуб от град Каунас.

## История
Основан като професионален клуб през 2013 година на базата на Националната футболна академия, създадена през 2006 с участието на УЕФА. За два сезона се изкачва от втора дивизиона във висшата. В дебютния си сезон във висшата дивизия заема седмото място, на следващия сезон – петото.
Два пъти, през 2015 и 2016 години, е полуфиналист в Купата на Литва. През 2017 „Стумбрас“ печели този трофей, който става първи в историята на клуба.
През лятото 2019 г. клубът престана да съществува. Накрая те бяха елиминирани от елитната дивизия.

## Успехи
- ЛФФ 1 лига:
  -  Шампион (1): 2014

- Купа на Литва:
  -  Hосител (1): 2017
  -  Финалист (1): 2018

## Сезони (2013 – 2019)
| Сезон | Hиво | Лига       | Място |
| ----- | ---- | ---------- | ----- |
| 2013  | 3.   | Втора лига | 2.    |
| 2014  | 2.   | Първа лига | 1.    |
| 2015  | 1.   | А Лига     | 7.    |
| 2016  | 1.   | А Лига     | 5.    |
| 2017  | 1.   | А Лига     | 7.    |
| 2018  | 1.   | А Лига     | 4.    |
| 2019  | 1.   | А Лига     | 8.    |

## Стадион
Играе на главния стадион в Каунас – С. Дарюс и С. Гиренас, с капацитет 9180 зрители. Резервен е стадионът на Националната футболна академия, който е за 500 зрители.

## Участие в евротурнирите
| Сезон   | Турнир      | Кръг                       | Съперник         | Домакин | Гост | Общ резултат |  |
| ------- | ----------- | -------------------------- | ---------------- | ------- | ---- | ------------ |  |
| 2018/19 | Лига Европа | Първи квалификационен кръг | Аполон (Лимасол) | 1:0     | 0:2  | 1:2          |  |

## Треньори
- Герхардас Кведарас (2013 – 2014)
- Роландас Чепкаускас (2014 – 2015)
- Дарюс Гвильдис (2015 – 2016)
- Мариану Барету (2016 – 2018)
- Жоао Луиш Мартинш (2019)